# تاتتاریسو
تاتْتاریسو (به فنلاندی: Tattarisuo) یک منطقهٔ مسکونی در فنلاند است که در هلسینکی واقع شده‌است.